# The Market for Lemons

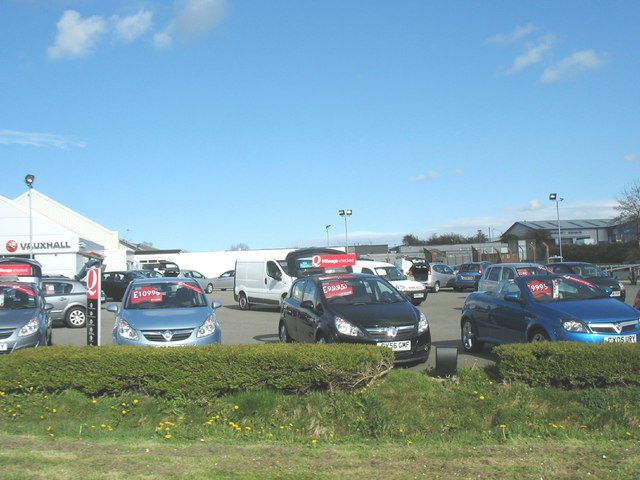
El artículo de Akerlof utiliza el mercado de coches usados como ejemplo del problema de la incertidumbre sobre la calidad. Llega a la conclusión de que los propietarios de coches usados de alta calidad no colocarán sus coches en el mercado de coches usados. Un comprador de coches sólo podrá comprar coches usados de baja calidad, y pagará en consecuencia. El mercado de los buenos coches usados no existe.

The Market for Lemons: Quality Uncertainty and the Market Mechanism es un artículo de 1970 del economista George Akerlof, ampliamente citado, que examina cómo la calidad de los bienes comercializados en un mercado puede degradarse en presencia de asimetría de información entre compradores y vendedores, dejando sólo "limones". En el argot estadounidense, un "limón" es un coche que se encuentra defectuoso después de haberlo comprado. 
Supongamos que los compradores no pueden distinguir entre un coche de alta calidad (un "melocotón") y un "limón". Entonces sólo están dispuestos a pagar un precio fijo por un coche que promedia el valor de un "melocotón" y un "limón" juntos (preciomedia). Pero los vendedores saben si tienen un melocotón o un limón. Dado el precio fijo al que comprarán los compradores, los vendedores sólo venderán cuando tengan "limones" (ya que preciolimón < preciomedia) y abandonarán el mercado cuando tengan "melocotones" (ya que preciomelocotón > preciomedia). A la larga, cuando un número suficiente de vendedores de "melocotones" abandone el mercado, la disposición media a pagar de los compradores disminuirá (ya que la calidad media de los coches en el mercado disminuyó), lo que hará que aún más vendedores de coches de alta calidad abandonen el mercado a través de un bucle de retroalimentación positiva. Así, el precio del comprador desinformado crea un problema de selección adversa que expulsa del mercado a los coches de alta calidad. La selección adversa es un mecanismo de mercado que puede llevar al colapso del mismo.
El artículo de Akerlof muestra cómo los precios pueden determinar la calidad de los bienes comercializados en el mercado. Los precios bajos ahuyentan a los vendedores de bienes de alta calidad, dejando sólo los limones. En 2001, Akerlof, junto con Michael Spence y Joseph Stiglitz, recibieron conjuntamente el Premio Nobel de Economía por sus investigaciones sobre cuestiones relacionadas con la información asimétrica.

## Trabajo

### Tesis

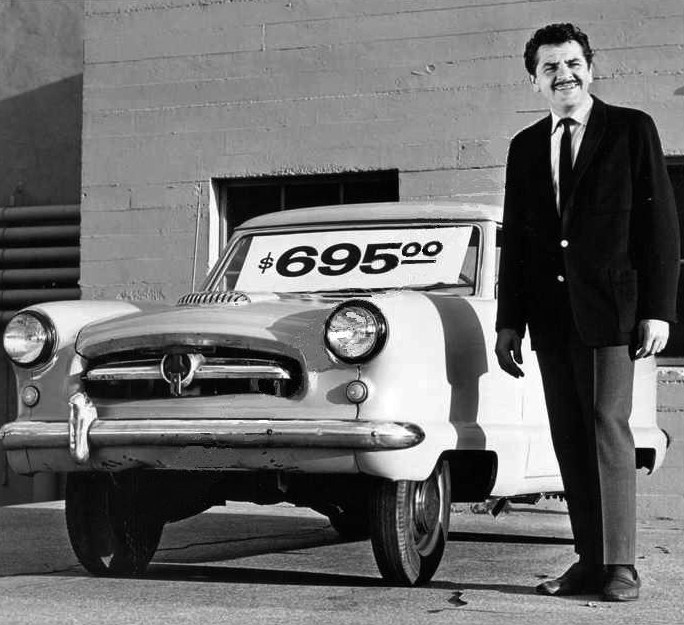
Ernie Kovacs en un sketch cómico de coches usados

El artículo de Akerlof utiliza el mercado de coches usados como ejemplo del problema de la incertidumbre sobre la calidad. Un coche usado es aquel cuya propiedad se transfiere de una persona a otra, tras un periodo de uso por parte de su primer propietario y su inevitable desgaste. Hay coches usados buenos ("melocotones") y coches usados defectuosos ("limones"), normalmente como consecuencia de diversas variables no siempre rastreables, como el estilo de conducción del propietario, la calidad y frecuencia del mantenimiento y el historial de accidentes. Como muchas piezas mecánicas importantes y otros elementos están ocultos a la vista y no son fácilmente accesibles para su inspección, el comprador de un coche no sabe de antemano si es un melocotón o un limón. Así que la mejor suposición del comprador para un coche determinado es que éste es de calidad media; en consecuencia, el comprador estará dispuesto a pagar el precio de un coche de calidad media conocida. Esto significa que el propietario de un coche de segunda mano cuidadosamente mantenido y nunca maltratado no podrá obtener un precio lo suficientemente alto como para que la venta de ese coche merezca la pena.
Por lo tanto, los propietarios de coches buenos no pondrán sus coches en el mercado de segunda mano. La retirada de los coches buenos reduce la calidad media de los coches en el mercado, lo que hace que los compradores revisen a la baja sus expectativas para un coche determinado. Esto, a su vez, motiva a los propietarios de coches medianamente buenos a no vender, y así sucesivamente. El resultado es que un mercado en el que hay información asimétrica con respecto a la calidad muestra características similares a las descritas por la Ley de Gresham: lo malo expulsa a lo bueno. (Aunque el principio de Gresham se aplica más específicamente a los tipos de cambio, se pueden establecer analogías modificadas).

## Resumen estadístico del problema
Akerlof considera una situación en la que la demanda D de coches usados depende del precio de los coches p y de la calidad µ=µ(p) y la oferta S depende sólo del precio. El equilibrio económico viene dado por S(p) = D(p, µ) y hay dos grupos de comerciantes con utilidades dadas por:
{\displaystyle U_{1}=M+\sum _{i=1}^{n}x_{i}}
{\displaystyle U_{2}=M+\sum _{i=1}^{n}{\frac {3}{2}}x_{i}}
donde M es el consumo de bienes distintos del automóvil, x la calidad del automóvil y n el número de automóviles. Sean Yi, Di y Si los ingresos, la demanda y la oferta del grupo i. Suponiendo que las utilidades son lineales, que los comerciantes son maximizadores de la utilidad de Von Neumann-Morgenstern y que el precio de otros bienes M es unitario, la demanda D1 de automóviles es Y1/p si μ/p > 1, en caso contrario, nula. La demanda D2 es Y2/p si 3μ/2 > p, en caso contrario es nula. La demanda del mercado viene dada por:
{\displaystyle D(p,\mu )={\begin{cases}\left(Y_{2}+Y_{1}\right)/p&p<\mu ,\\Y_{2}/p&\mu <p<3\mu /2,\\0&p>3\mu /2,\end{cases}}}
El grupo 1 tiene N coches para vender con una calidad entre 0 y 2 y el grupo 2 no tiene coches para vender, por lo tanto S1 = pN/2 y S2 = 0. Para un precio p dado, la calidad media es p/2, y por lo tanto D = 0. El mercado de coches usados se colapsa cuando hay información asimétrica.

### Información asimétrica
El artículo de Akerlof describe cómo la interacción entre la heterogeneidad de la calidad y la información asimétrica puede llevar a la desaparición de un mercado en el que las garantías son indefinidas. En este modelo, como la calidad es indistinguible de antemano por el comprador (debido a la asimetría de la información), existen incentivos para que el vendedor haga pasar bienes de baja calidad por otros de mayor calidad. El comprador, sin embargo, tiene en cuenta este incentivo y considera que la calidad de los bienes es incierta. Sólo tendrá en cuenta la calidad media de los bienes, lo que a su vez tendrá el efecto secundario de que los bienes que están por encima de la media en términos de calidad serán expulsados del mercado. Este mecanismo se repite hasta que se alcanza un equilibrio del no comercio.
Como consecuencia del mecanismo descrito en este trabajo, los mercados pueden no existir en absoluto en determinadas situaciones de incertidumbre sobre la calidad. Entre los ejemplos citados en el artículo de Akerlof se encuentran el mercado de coches usados, la escasez de mercados de crédito formales en los países en desarrollo y las dificultades que encuentran los ancianos para adquirir un seguro médico. Sin embargo, no todos los agentes de un mercado determinado seguirán las mismas reglas ni tendrán la misma aptitud para evaluar la calidad. Así que siempre habrá una clara ventaja para algunos vendedores que ofrezcan bienes de baja calidad al segmento menos informado de un mercado que, en general, parece ser de calidad razonable y tener garantías razonables de seguridad. Esto es parte de la base del modismo caveat emptor.
Esta es probablemente la base del modismo de que un consumidor informado es un mejor consumidor. Un ejemplo de esto podría ser la calidad subjetiva de la comida y el vino. Los consumidores individuales son los que mejor saben lo que prefieren comer, y la calidad se evalúa casi siempre en los establecimientos finos por el olor y el sabor antes de pagar. Es decir, si un cliente de un establecimiento fino pide una langosta y la carne no es fresca, puede devolverla a la cocina y negarse a pagarla. Sin embargo, a los proveedores se les escapa una definición de "máxima calidad" para los alimentos. Por ello, se admite una gran variedad de restaurantes de mayor calidad y precio.

## Recepción crítica
George E. Hoffer y Michael D. Pratt afirman que "la literatura económica está dividida sobre si existe realmente un mercado de limones en los vehículos usados". La investigación de los autores apoya la hipótesis de que las "disposiciones sobre defectos conocidos", utilizadas por los estados de EE. UU. (por ejemplo, Wisconsin) para regular la venta de coches usados, han sido ineficaces, porque la calidad de los vehículos usados vendidos en estos estados no es significativamente mejor que la de los vehículos de los estados vecinos sin dicha legislación de protección del consumidor.
Tanto la American Economic Review como la Review of Economic Studies rechazaron el artículo por "trivialidad", mientras que los revisores del Journal of Political Economy lo rechazaron por incorrecto, argumentando que, si este artículo fuera correcto, entonces no se podría comerciar con ninguna mercancía. Sólo en el cuarto intento se publicó el artículo en Quarterly Journal of Economics. En la actualidad, el artículo es uno de los más citados de la teoría económica moderna y el más descargado de todos los tiempos en la revista económica RePEC (más de 39.275 citas en artículos académicos hasta febrero de 2022). Ha influido profundamente en prácticamente todos los campos de la economía, desde la organización industrial y las finanzas públicas hasta la macroeconomía y la teoría de los contratos.

## Condiciones para un mercado de limones
Un mercado de limones se produce por lo siguiente
1. Asimetría de información, en la que ningún comprador puede evaluar con precisión el valor de un producto mediante su examen antes de la venta y todos los vendedores pueden evaluar con mayor precisión el valor de un producto antes de la venta.
2. Existe un incentivo para que el vendedor haga pasar un producto de baja calidad por otro de mayor calidad
3. Los vendedores no disponen de una tecnología de divulgación creíble (los vendedores con un gran coche no tienen forma de divulgarlo de forma creíble a los compradores)
4. O bien existe un continuo de calidades de vendedor o el tipo de vendedor medio es suficientemente bajo (los compradores son suficientemente pesimistas sobre la calidad del vendedor)
5. Deficiencia de garantías públicas de calidad "efectivas" (por reputación o regulación y/o de garantías "efectivas")

### Un modelo matemático más general del colapso del mercado
Es posible generalizar el razonamiento del artículo de Akerlof. Supongamos que hay dos poblaciones de coches: los melocotones {\displaystyle {\mathcal {P}}} y los limones {\displaystyle {\mathcal {L}}}, donde suponemos que la calidad  {\displaystyle \mu (\cdot )} de los melocotones es siempre mayor que la de los limones: {\displaystyle \mu (\rho )>\mu (\ell ),\quad \forall \rho \in {\mathcal {P}},\;\ell \in {\mathcal {L}}} En consecuencia, la utilidad {\displaystyle U(\cdot )} y el precio {\displaystyle p} de los melocotones también serán siempre mayores que el de los limones. Sea {\displaystyle \eta } la probabilidad de que un comprador encuentre un melocotón en el mercado de coches usados. Entonces la utilidad esperada para el comprador {\displaystyle U_{e}} de comprar un coche usado es: {\displaystyle U_{e}=\eta U\left({\overline {\rho }}\right)+(1-\eta )U\left({\overline {\ell }}\right),\quad U'(\cdot )>0,\;U''(\cdot )<0} donde {\displaystyle {\overline {\rho }}} y {\displaystyle {\overline {\ell }}} representan la media del melocotón y del limón respectivamente. La utilidad esperada para el comprador siempre aumentará -para una función de utilidad monótona positiva- a medida que aumenta la probabilidad de encontrar un melocotón.{\displaystyle {\partial U_{e} \over {\partial \eta }}=U\left({\overline {\rho }}\right)-U\left({\overline {\ell }}\right)>0} Además, la ecuación para la utilidad esperada de un comprador implica que el precio de equilibrio en un mercado informacionalmente simétrico es: {\displaystyle p_{\text{sym}}^{*}=\eta U\left({\overline {\rho }}\right)+(1-\eta )U\left({\overline {\ell }}\right)} Sin embargo, el mercado de coches usados no es un mercado simétrico: los vendedores saben qué coches son melocotones y limones, mientras que los compradores no pueden distinguir entre ambos. Dependiendo del tipo de coche que posea, el vendedor tiene una regla de decisión diferente en función del precio de oferta {\displaystyle O}:{\displaystyle {\text{Sell}}\implies {\begin{cases}O\geq p_{\rho },\quad &({\text{Peach}})\\O\geq p_{\ell },\quad &({\text{Lemon}})\end{cases}}}Con {\displaystyle p_{\rho }>p_{\ell }} por definición. También se supone que, tanto para los melocotones como para los limones, los vendedores están dispuestos a aceptar un precio inferior al valor total del coche: {\displaystyle p_{\ell }<U\left({\overline {\ell }}\right)<p_{\rho }<U\left({\overline {\rho }}\right)} No obstante, si {\displaystyle p_{\text{sym}}^{*}<p_{\rho }}, entonces los vendedores que posean melocotones no los pondrán en el mercado y el precio de equilibrio bajará. Esto ocurre cuando {\displaystyle \eta <{p_{\rho }-U\left({\overline {\ell }}\right) \over {U\left({\overline {\rho }}\right)-U\left({\overline {\ell }}\right)}}} con el equilibrio de precios de información asimétrica asociado: {\displaystyle p_{\text{asym}}^{*}=\eta \left[U\left({\overline {\rho }}\right)-U\left({\overline {\ell }}\right)\right]\mathbb {I} (p_{\text{sym}}^{*}\geq p_{\rho })+U\left({\overline {\ell }}\right)} donde {\displaystyle \mathbb {I} (\cdot )} es la función indicadora. Una vez que los limones saturan el mercado, los melocotones son expulsados del mercado porque sus vendedores no pueden ser emparejados con los compradores para satisfacer su precio de venta en equilibrio. La belleza de este ejemplo es que ilustra cómo la calidad del producto puede colapsar en un mercado con información asimétrica.

## Leyes en Estados Unidos
Cinco años después de la publicación del artículo de Akerlof, Estados Unidos promulgó una "ley del limón" federal (la Ley de Garantía Magnuson-Moss) que protege a los ciudadanos de todos los estados. También existen leyes estatales relativas a los "limones" que varían según el estado y no necesariamente cubren los vehículos usados o alquilados. Los derechos que otorgan las "leyes de limón" a los consumidores pueden superar las garantías expresadas en los contratos de compra. Estas leyes estatales proporcionan recursos a los consumidores para los automóviles que repetidamente no cumplen con ciertas normas de calidad y rendimiento. "Ley del limón" es el apodo común para estas leyes, pero cada estado tiene diferentes nombres para las leyes y actos, que también pueden cubrir más que los automóviles. En California y en la legislación federal, la "ley del limón" cubre cualquier cosa mecánica.
La "ley del limón" federal también establece que el garante puede estar obligado a pagar los honorarios de los abogados de la parte que prevalezca en una demanda de la ley del limón, al igual que la mayoría de las leyes estatales del limón. Si un coche tiene que ser reparado por el mismo defecto cuatro o más veces y el problema sigue produciéndose, el coche puede considerarse un "limón". El defecto debe dificultar sustancialmente el uso, el valor o la seguridad del vehículo. Los concesionarios y los fabricantes están obligados a marcar el título como "Lemon Law Buyback" de tales vehículos después de su readquisición debido a cualquier defecto, mal funcionamiento o fallo en virtud del estatuto federal o típicamente no conformidades en virtud de las "leyes de limón" del estado; los concesionarios no pueden retener la marca de limón de tales vehículos y un etiquetado "como está" o "con todos los defectos" no protege a un concesionario de un recurso legal en caso de que no revelen el estado de "lemon law buyback" de tales vehículos.

## Desarrollo del modelo
El modelo original de Akerlof se ha desarrollado ajustando ciertos parámetros para representar mejor los mercados del mundo real. Akerlof limitó el mercado a compradores y vendedores fijos, sin tener en cuenta la posibilidad de que los agentes puedan intercambiar su posición, con bajos costes de transacción. Esto sería válido para otros mercados con información asimétrica; sin embargo, el mercado de coches usados es único, ya que un comprador puede adquirir un coche y convertirse en vendedor. Kim incorpora una variabilidad de agentes en el mercado. Además, en este modelo, los vendedores están diferenciados, a diferencia del modelo de Akerlof, en el que los vendedores son heterogéneos aparte de los coches que venden y, por tanto, sus comportamientos dependen del coche que poseen. Al cambiar los parámetros del modelo, los resultados de este estudio concluyen que el principio del limón no se cumple.
Daley y Green elaboran el modelo segmentando el equilibrio del mercado en intervalos de períodos de no negociación y períodos de negociación. Los periodos de negociación se ven facilitados por la llegada de "noticias", calificadas como información estocástica. La llegada de malas noticias instiga el comercio ya que los compradores son más pesimistas, mientras que las buenas noticias establecen la confianza en el mercado. En el equilibrio se producen los siguientes estados:
- Una perspectiva positiva del vendedor da lugar a un mercado eficiente, en el que el precio es el valor esperado del activo.
- Una perspectiva negativa del vendedor da lugar a una venta parcial del activo
- Una perspectiva indiferente del vendedor da lugar a un periodo de no comercio, en el que los consumidores esperan más información.

Tanto los vendedores con una perspectiva positiva como negativa acaban comerciando en equilibrio, mitigando así la ineficiencia de la ruptura del comercio que prevalece en el modelo de Akerlof. Sin embargo, al integrar las noticias en el modelo, surge una nueva ineficiencia. Ésta se produce cuando se introducen más noticias en el mercado. En teoría, un mayor número de noticias reduciría las ineficiencias del mercado causadas por la asimetría de la información. El modelo de mercado dinámico construido muestra que esto sólo es parcialmente cierto.
Zavolokina, Schlegel y Schwabe incorporan al modelo las ventajas de la tecnología moderna, ya que el blockchain es capaz de resolver los problemas relacionados con la asimetría de la información. La fiabilidad de la información mejoraría la precisión de la valoración de los coches, sin embargo, las ventajas de la información almacenada están limitadas a la interpretación del comprador. La información tendría que ser comprensible para los consumidores sin conocimientos de coches para ser un mecanismo eficaz para la toma de decisiones.

## Sector de los seguros de salud
Una de las principales preocupaciones del sector de los seguros de salud es la selección adversa, en la que la información asimétrica que existe entre los consumidores y las aseguradoras tiene el potencial de provocar fallos en el mercado.
Piénselo así: Un individuo joven y sano, sin conocimiento de las enfermedades hereditarias, tiene muchas menos probabilidades de contratar un seguro que otro individuo que sabe que el cáncer le viene de familia o sabe que ha empezado a sentir un dolor en el pecho. Si todos los individuos "sanos" decidieran que no necesitan un seguro médico, el mercado de los seguros médicos estaría dominado por todos estos consumidores "no sanos" de alto riesgo. Las compañías de seguros, al no ser conscientes de esta selección adversa, empezarían a pagar cantidades absurdas de reclamaciones de seguros de salud. Esto obligaría a las compañías a subir las primas de los seguros médicos para todos. Esto disuadiría aún más a los individuos sanos de entrar en el mercado y crearía una mayor selección adversa en el mercado de seguros de salud. Esto llevaría en última instancia a un fracaso del mercado.
Las compañías de seguros cuentan con amplios procesos de solicitud para protegerse de la información asimétrica del mercado. Esto puede incluir exámenes del historial médico previo, muestras de sangre, pruebas médicas y cuestionarios firmados para garantizar que los consumidores sean transparentes y veraces en lo que respecta a su salud. Las compañías de seguros también tienen la opción de rechazar a los solicitantes debido a su mala salud, aumentar la prima para las personas de alto riesgo y también añadir exclusiones (por ejemplo, cáncer, salud mental) a las pólizas de seguro médico. Los problemas de salud y las enfermedades relacionadas con la edad probablemente se desarrollarán a medida que el individuo envejece, por lo que las primas de los seguros aumentan con la edad.